# Anthology (The Beatles)
Unter dem Titel Anthology (englisch ‚Sammlung‘) veröffentlichten die Beatles in den Jahren 1995 bis 2003 einen umfassenden Rückblick auf ihr künstlerisches Schaffen. Es erschienen drei Doppel-CDs beziehungsweise drei Dreifach-Schallplatten, eine VHS-Box, eine Laserdisc-Box und ein Buch. 2003 wurde das Filmmaterial auch als DVD-Box veröffentlicht.

## Die Musik-Alben
Bei der Arbeit an den Anthology-Alben wollten die verbliebenen drei Beatles den verstorbenen John Lennon miteinbeziehen. Als ihnen Yoko Ono vier frühere Demo-Aufnahmen Lennons der Titel Grow Old with Me, Now and Then, Real Love und Free as a Bird anvertraute, überarbeiteten sie diese in Zusammenarbeit mit Jeff Lynne digital und fügten neu eingespielte Gesangs- und Instrumentaltracks dazu. Die vier Stücke stammen aus den Jahren 1977 bis 1980, in denen Lennon viel am Klavier in seinem Apartment im Dakota Building in New York komponierte und seine Ideen mit einem Kassettenrekorder aufnahm.
Die drei Doppel-Alben enthalten Aufnahmen früher Auftritte, Demos, Studio-Outtakes und unveröffentlichte Titel aus den Jahren 1958 bis 1970 und vermitteln so einen Eindruck über die musikalische Entwicklung der Gruppe und gewähren darüber hinaus erstmals einen Einblick in die Studioarbeit der Beatles.
Alle drei Alben wurden sowohl als CD als auch auf Vinyl und Cassette veröffentlicht.

### Covergestaltung
Die Gestaltung der drei korrespondierenden Albumcover und DVD-Cover (nebeneinandergelegt ergeben sie ein Gesamtbild) stammt von Klaus Voormann, einem Freund der Beatles aus den Hamburger Tagen Anfang der 1960er Jahre, und dem Fotorealisten Alfons Kiefer.

### Anthology 1
Eröffnet wird das Album mit dem Lied Free as a Bird, das später auch als Single veröffentlicht und als erster neuer Beatles-Song seit 25 Jahren vermarktet wurde.
Die übrigen Titel des Albums decken die frühen Jahre der Beatles ab, angefangen mit Bandaufnahmen der Quarrymen aus dem Jahr 1958 geht die musikalische Zeitreise weiter mit den ersten Studioaufnahmen in Hamburg unter der Regie von Bert Kaempfert im Jahr 1961, den Demo-Aufnahmen für das Vorspielen bei Decca aus dem Jahr 1962, den ersten Aufnahmen unter der Regie von George Martin bis zu den Aufnahmen für ihr viertes Studioalbum Beatles for Sale aus dem Jahr 1964.

### Anthology 2
Wie der Vorgänger beginnt auch dieses Album mit einem neuen Beatles-Song: Real Love. Wie zuvor bei Free as a Bird hatten Paul McCartney, George Harrison und Ringo Starr in Zusammenarbeit mit Jeff Lynne eine Demo-Version einer alten Lennon-Komposition überarbeitet. Anschließend führt das Album durch die musikalische Arbeit der Beatles während der Jahre 1965 bis 1968, unter anderem mit Aufnahmen aus den Sessions für Help! und Rubber Soul und Revolver. Ein Höhepunkt sind die verschiedenen Takes aus den Aufnahmesessions für den Titel Strawberry Fields Forever, die einen Einblick in die Entstehung des Titels geben.

### Anthology 3
Obwohl ursprünglich geplant war, eine weitere neue Single zu veröffentlichen, kam es nicht dazu. Die Arbeiten an der Lennon-Komposition Now and Then wurden aufgrund der nur fragmentarischen Qualität der Demo-Version eingestellt (Now and Then wurde erst 2023 unter Anwendung künstlicher Intelligenz fertiggestellt und als „letzter“ Beatles-Song veröffentlicht). Bereits die Demo-Aufnahme der zweiten neuen Single-Veröffentlichung (Real Love) war bei Übergabe durch Yoko Ono in einem sehr schlechten Zustand und nur unter höchstem technischen Aufwand wiederherzustellen und weiterzuverarbeiten. So kam es, dass ein unveröffentlichtes Instrumentalstück aus dem Jahr 1968 von George Martin anstelle eines neuen, bis dato unveröffentlichten Beatles-Songs das dritte Anthology-Album eröffnet.
Der dritte Teil der Anthology-Reihe führt durch die letzten Schaffensjahre der Beatles und bringt Aufnahmen der Band aus den Jahren 1968 bis 1970. Es beginnt mit Aufnahmen aus den Sessions für das Album The Beatles (umgangssprachlich: Weißes Album) und endet mit den letzten gemeinsamen Studioarbeiten für die Alben Abbey Road und Let It Be.

## Die Dokumentationsserie
Die Dokumentation wurde erstmals am 19., 22. und 23. November 1995 auf ABC in den USA ausgestrahlt. Sie wurde in sechs Teilen, mit einer Gesamtlaufzeit von 320 Minuten gezeigt. Im deutschen Fernsehen feierte sie am 22., 25. und 28. Dezember 1995 Premiere. Das ZDF präsentierte die Dokumentation in einer dreiteiligen kürzeren Version, mit einer Gesamtlaufzeit von etwa 300 Minuten.
Der vollständige Film wurde am 5. September 1996 auf acht VHS-Kassetten und auf acht Laserdiscs veröffentlicht. Er umfasst acht Folgen und hat eine Laufzeit von 600 Minuten. Die DVD-Veröffentlichung von 2003 beinhaltet zusätzlich eine 81-minütige Special-Features-DVD.

### Folge 1: Juli 1940 bis März 1963
Die Kindheit der Beatles, wie sie den Rock ’n’ Roll entdeckten, die Entwicklung von den Quarrymen über die Silver Beetles zu den Beatles, die Hamburger Jahre, das Auswechseln Pete Bests zugunsten von Ringo Starr, der Tod Stuart Sutcliffes, ihre Entdeckung durch Brian Epstein und George Martin und ihre allerersten Hitparaden-Erfolge mit Love Me Do und Please Please Me.

### Folge 2: März 1963 bis Februar 1964
Der Aufstieg in Europa und das Phänomen der Beatlemania, Tourneen durch Großbritannien und Frankreich, erste Fernsehauftritte, Auftritt bei der Royal Variety Performance, das zweite Album With the Beatles, der erste Nr. 1-Erfolg in den USA mit I Want to Hold Your Hand.

### Folge 3: Februar 1964 bis Juli 1964
Die erste Reise in die USA, Auftritte in der Ed Sullivan Show, Urlaub in Miami, Dreharbeiten zum Film A Hard Day’s Night, John Lennons erstes Buch In His Own Write, Welt-Tournee im Sommer 1964, Weltpremiere des Spielfilms A Hard Day’s Night.

### Folge 4: Juli 1964 bis August 1965
Die erste große USA-Tournee, das erste Treffen mit Bob Dylan und ihre erste Berührung mit Marihuana, Aufnahmen der Alben Beatles for Sale und Help!, Entstehung der Stücke Help!, Yesterday und Ticket to Ride, George Harrison redet über seine Kompositionen, die Beatles erhalten ihre MBE-Orden von der Queen.

### Folge 5: August 1965 bis Juli 1966
Das Konzert im Shea Stadium (New York), das Treffen mit Elvis Presley, die Entstehung der Alben Rubber Soul und Revolver (insbesondere der Lieder In My Life, Norwegian Wood, Nowhere Man, Drive My Car, Tomorrow Never Knows, Yellow Submarine und Taxman), der Einfluss von LSD, die Entstehung der Singles Day Tripper/We Can Work It Out und Paperback Writer/Rain, Welt-Tournee 1966.

### Folge 6: Juli 1966 bis Juni 1967
Ärger auf den Philippinen, die „Jesus-Kontroverse“, die Entstehung von Eleanor Rigby und I’m Only Sleeping, das Ende der Tourneen und das letzte Konzert in San Francisco, John Lennon als Schauspieler, Paul McCartney als Film-Komponist, George Harrisons Reise nach Indien, die Entstehung des Konzeptalbums Sgt. Pepper’s Lonely Hearts Club Band sowie der Songs Strawberry Fields Forever und Penny Lane, Bericht über den Einfluss von Drogen auf die 1960er Jahre.

### Folge 7: Juni 1967 bis Juli 1968
Die Beatles spielen All You Need Is Love in der Fernseh-Show Our World, der Maharishi Mahesh Yogi, der Tod Brian Epsteins, die Magical Mystery Tour, die Beatles in Rishikesh (Indien), die Gründung von Apple Records, zurück zu den Wurzeln mit Lady Madonna, der Film Yellow Submarine, John Lennon lernt Yoko Ono kennen.

### Folge 8: Juli 1968 bis zum Ende
Das Weiße Album, der Song Hey Jude, die Get-Back-Sessions, Billy Preston, der letzte Auftritt auf dem Dach des Apple-Gebäudes, Hochzeiten zwischen Paul McCartney und Linda Eastman sowie John Lennon und Yoko Ono, der Song The Ballad of John and Yoko, Aufnahmen zum letzten Album Abbey Road, Kommentare zur Trennung der Beatles.

### Folge 9: Special Features
Nur in der DVD-Edition von 2003: 81 Minuten, unter anderem mit einer Jamsession von Paul McCartney, George Harrison und Ringo Starr in einem Home-Recording-Studio und gemeinsame Erinnerungen der drei Beatles. Dabei sagt George Harrison: “This is Candlestick Park” in Anspielung auf das letzte öffentliche Konzert der Beatles 1966 in den USA. Die letzte gemeinsame Aufnahme der verbliebenen drei Beatles.

## Das Buch
Im Oktober 2000 wurde das Buch The Beatles Anthology veröffentlicht. Es enthält Interviews mit allen vier Beatles und anderen Beteiligten, insbesondere dem Produzenten George Martin, Pressesprecher Derek Taylor und Roadie und Chef des Apple Corps, Neil Aspinall. Das Buch ist die einzige Autobiografie der Beatles, enthält außerdem mehr als 1.200 seltene Fotos und farbenfrohe Illustrationen. Viele der zitierten Interviews stammen aus den Dokumentarfilmen, es wurden aber auch zusätzliche Interviews speziell für das Buch geführt. John Lennons Passagen wurden aus verschiedenen Archiven und Quellen zusammengetragen, darunter sein Rolling Stone-Interview vom Dezember 1970, sein Interview mit dem Playboy vom September 1980 und Zitate aus der 1967er Biographie der Band von Hunter Davies. 2002 erschien das Buch als großformatiges Taschenbuch.